# Благун, Николай Григорьевич
Николай Григорьевич Благун (настоящая фамилия — Блятон; 1907, село Райковцы Подольской губернии, теперь Хмельницкий район Хмельницкой области — 1977) — советский партийный деятель, депутат Верховного Совета УССР 3-6-го созывов. Член Ревизионной Комиссии КПУ в 1952—1956 и 1960—1966 годах. Член ЦК КПУ в 1956—1960 г.

## Биография
Родился в семье крестьянина-бедняка. С 1920 до 1925 года был батраком у зажиточных крестьян в селе Райковцы Подольской губернии. В 1925 году вступил в комсомол. С 1925 до 1927 года — рабочий агробазы села Райковцы.
В течение 1927—1930 годах учился на агронома в Деленецкому сельскохозяйственном техникуме в селе Меленцы, а с 1930 года до 1933 года был студентом Каменец-Подольского сельскохозяйственного института, специальность — агроном.
В 1931 году стал членом ВКП(б).
В 1933—1936 годах работал участковым, старшим агрономом Каменец-Подольской машинно-тракторной станции (МТС). В 1936—1938 гг. — культпропагандист, заведующий отделом пропаганды и агитации Каменец-Подольского городского комитета КП(б)У. С 1938 до 1939 года находился на должности заместителя заведующего Каменец-Подольского областного земельного отдела, а с 1939 до 1941 года — заместитель заведующего сельскохозяйственного отдела Каменец-Подольского областного комитета КП(б)У.
Участник Великой Отечественной войны, с 1941 до 1946 года служил в Советской Армии. Был парторгом, агитатором, заместителем командира полка по политчасти (51-я армия, 91-я дивизия, 503-й стрелковый полк, 1-й Украинский, 1-й Прибалтийский фронты).
С 1946 до 1949 года — председатель исполнительного комитета Дунаевецкой районного совета депутатов трудящихся Каменец-Подольской области. В 1949—1950 годах — 1-й секретарь Ружичнянського районного комитета КП(б)У Каменец-Подольской области. В феврале — августе 1950 г. — секретарь Каменец-Подольского областного комитета КП(б)У.
В августе 1950 — декабре 1955 г. — председатель исполнительного комитета Каменец-Подольского (Хмельницкого) областного Совета депутатов трудящихся.
В декабре 1955 — августе 1956 г. — заместитель председателя Совета Министров Украинской ССР.
В августе 1956 — марте 1959 г. — председатель исполнительного комитета Сталинского областного Совета депутатов трудящихся.
В марте 1959—1965 г. — председатель исполнительного комитета Ровенской областной Совета депутатов трудящихся.

## Награды
- орден Ленина
- орден Красной Звезды
- Орден «Знак Почёта»
- орден Отечественной войны
- медали